# Racławówka
Racławówka – wieś w Polsce położona w województwie podkarpackim, w powiecie rzeszowskim, w gminie Boguchwała.
| SIMC    | Nazwa     | Rodzaj    |
| ------- | --------- | --------- |
| 0645228 | Doły      | część wsi |
| 0645234 | Zabierzów | część wsi |
| 0645240 | Zagrody   | część wsi |

Wieś szlachecka Raczławowka, własność Ligęzów, położona była w 1589 roku w ziemi przemyskiej województwa ruskiego.
W latach 1954-1972 wieś była siedzibą gromady Racławówka. W latach 1973–1976 miejscowość była siedzibą gminy Racławówka. W latach 1975–1998 miejscowość administracyjnie należała do województwa rzeszowskiego.
Na terenie sołectwa działają: szkoła podstawowa im. Marii Konopnickiej, gimnazjum, filia gminnego ośrodka kultury i wypoczynku, filia gminnej biblioteki publicznej i jednostka ochotniczej straży pożarnej.
Wierni Kościoła rzymskokatolickiego należą do parafii Wszystkich Świętych w Zabierzowie w dekanacie Boguchwała w diecezji rzeszowskiej.
Urodził się tu Jan Baran-Bilewski – polski lekkoatleta, który specjalizował się w biegach średnich i długich, pułkownik dyplomowany Wojska Polskiego.